# Adelle Onyango
Adelle Onyango (5 de febrer de 1989) és una presentadora de ràdio, activista social i personalitat mediàtica kenyana. Va ser seleccionada com una de les 100 dones de la BBC del 2017 i va estar inclosa entre les Top Women d' OkayAfrica del 2018.

## Trajectòria
Onyango és de Kenya, però va cursar els seus estudis secundaris a Botswana. El 2008, va ser violada per un desconegut a Westlands, Nairobi. Des de llavors, Onyango ha donat suport a causes de suport a les víctimes de violacions, com la fundació de la campanya No Means No (No significa no). Va estudiar periodisme i psicologia a la United States International University Africa, on es va especialitzar en relacions públiques. Sempre li ha interessat la poesia, però sentia que no hi havia prou espai per a ella i els seus companys. En el seu darrer any d'universitat va posar en marxa una nit de micròfon obert, en què poetes i músics compartien la seva feina. Quan encara estava a la universitat, Onyango va ser contractada per Then One FM, una emissora de ràdio kenyana, per presentar un programa de ràdio. Va perdre la seva mare per un càncer de mama el 2012, fet que va motivar Onyango a participar en campanyes de conscienciació i tractament.
Onyango va treballar com a presentadora a l'emissora de ràdio kenyana Kiss FM Nairobi, on va presentar el programa d'esmorzars dels dissabtes durant set anys. A Kiss FM va posar en marxa un programa nocturn dels dissabtes en què posava música africana. Durant el seu temps en aquesta emissora es va convertir en una influencer. Va deixar Kiss FM el 2019.
Intel va anunciar que Onyango havia estat una de les seves ambaixadores de She Will Connect el 2015. Com a tal, ha format dones d'Àfrica perquè tinguin més confiança a la xarxa i utilitzin Internet com a eina d'apoderament. Ha parlat en contra dels trolls en línia, dient: “...sigues millor o madura. Ocupa't dels teus problemes personals en lloc de projectar-los sobre nosaltres". El 2016, Onyango va crear un programa de tutoria anomenat Sisterhood (Germanor) que ofereix suport a les dones d'Àfrica. A través de No Means No i Sisterhood, Onyango ajuda les dones a accedir a teràpies i cases segures, a més d'oferir classes de confiança per a les víctimes de violacions. Ha treballat per defensar les dones i els joves kenyans, i va llançar una nova iniciativa, Unapologetically African, el 2018. Com a part d'aquest esforç, va desenvolupar un programa d'experiència laboral per a estudiants de secundària.
Va començar el podcast Legally Clueless el març del 2019. El podcast es difón per Trace 95.3 FM. El programa té un format d'àudio i vídeo. La Universitat de Ciència i Tecnologia de Meru va acollir un episodi en directe del podcast el novembre de 2019. Onyango va fer l'episodi número 100 de Legally Clueless al febrer de 2021. Va ser un dels podcasts més destacats a Spotify l'agost de 2021.
És coautora, juntament amb Lanji Ouku, del llibre Our Broken Silence (El nostre silenci trencat), que documenta les veus de supervivents de violacions, familiars, activistes i altres, publicat el març de 2022.

## Reconeixements
Onyango va ser seleccionada com una de les 100 dones més inspiradores per la BBC el 2017. El 2018, va ser seleccionada com una de les 100 dones d'OkayAfrica. Va ser una de les dues kenyanes incloses en la llista dels 100 joves africans més influents de l'Àfrica Youth Awards el 2019.